# Formula One World Championship: Beyond the Limit
Formula One World Championship: Beyond the Limit est un jeu vidéo de course de Formule 1 reprenant la saison 1993 sorti en 1994 sur Mega-CD. Le jeu a été développé et édité par Sega.

## Système de jeu
Il s'agit de l'un des rares jeux à utiliser le mode 7 qui ne soit pas  sorti sur Super Nintendo : en effet, la précédente console de Sega censée concurrencer la SNES ne gérait pas ce mode graphique, et les consoles apparues plus tard bénéficiaient directement de capacités 3D.
Le jeu est sorti au Japon sous le nom apparemment étrange de Heavenly Symphony. En fait, le jeu utilise un enregistrement réel des bruits d'un vrai moteur de Formule 1, qu'un programmeur compara à une symphonie du paradis, donnant ainsi son nom au jeu. L'excellente qualité de la bande sonore est rendue possible par l'utilisation du CD comme support.
Le gameplay du jeu est assez riche pour l'époque, le joueur commence par une course sur un circuit de test avec une voiture sans marque, et choisira de rejoindre une des écuries qui se proposent de l'engager. Au fur et à mesure des courses, il se voit offrir des possibilités de rejoindre de plus grosses écuries, à moins que ses performances le conduisent à se faire licencier.